# 荒木恭司
荒木 恭司（あらき きょうじ、1949年 - ）は、日本の実業家。島根電工前社長。島根県出身。

## 来歴
雲南市三刀屋町生まれ。駒澤大学法学部卒業。東京の芸能プロダクション勤務を経て、1972年島根電工株式会社入社。1985年出雲営業所所長、1989年取締役、1996年常務取締役、1999年専務取締役、2004年代表取締役副社長、2010年代表取締役社長に就任。
公共事業中心の経営の先行きを懸念し、小口工事・提案営業に経営をシフト。公共工事受注主体から「住まいのおたすけ隊」による小口工事の受注拡大に成功。バブル期よりも売上を倍増させた。また、週3日のノー残業デー、プレミアムフライデーの実施など働き方改革を進め、離職率1％の社員が辞めない会社にする。さらに全国でフランチャイズ展開を開始。同業者40社以上の経営支援を行う。
島根電工を中心として、同社100％出資のシンセイ技研株式会社、岡田電工株式会社、協和通信工業株式会社から構成される島根電工グループのトップも務める。
2018年6月、おたすけ隊とそのフランチャイズ事業が、きらりと光るサービスのビジネスモデルであるとして「日本サービス大賞　地方創生大臣賞」受賞。
島根県立大学理事、一般社団法人日本電設工業協会理事、一般社団法人島根県電業協会会長などを歴任。

## 著書
- 『「不思議な会社」に不思議なんてない』あさ出版 2016.7[19]